# Hiệp hội Nông nghiệp Hữu cơ Việt Nam
Hiệp hội Nông nghiệp Hữu cơ Việt Nam là tổ chức xã hội nghề nghiệp phi lợi nhuận của những người và tổ chức, doanh nghiệp hoạt động trong lĩnh vực sản xuất, chế biến, kinh doanh và sử dụng sản phẩm nông nghiệp hữu cơ tại Việt Nam.
Hiệp hội có tên giao dịch tiếng Anh là Vietnam Organic Agriculture Association, viết tắt là VOAA .
Hiệp hội thành lập ngày 31/10/2011 theo quyết định 1802/QĐ-BNV của Bộ Nội vụ. Ngày 22 tháng 5 năm 2012 tại Trường Đào tạo Cán bộ Hội Nông dân, Mai Dịch, Cầu Giấy, Hà Nội, Đại hội lần thứ nhất Hiệp hội Nông nghiệp Hữu cơ Việt Nam đã diễn ra với sự tham gia đông đảo của 158 đại biểu là các nhà khoa học, đại diện các tổ chức, doanh nghiệp, người tiêu dùng và các nhóm nông dân sản xuất hữu cơ. Bộ Nội vụ phê duyệt Điều lệ Hiệp hội tại Quyết định số 1303/QĐ-BNV ngày 06 tháng 12 năm 2012.
Văn phòng Hiệp hội đặt tại địa chỉ Tầng 9, Cung Tri Thức, Số 1 Tôn Thất Thuyết, quận Cầu Giấy, Hà Nội, Việt Nam.

## Mục tiêu
Mục tiêu Hiệp hội là tập hợp, đoàn kết hội viên, bảo vệ quyền, lợi ích hợp pháp của hội viên, hỗ trợ nhau hoạt động có hiệu quả, góp phần vào việc phát triển kinh tế - xã hội của đất nước .